# Henck Arron
Henck Alphonsus Eugène Arron (Paramaribo, 25 aprile 1936 – Alphen aan den Rijn, 4 dicembre 2000) è stato un politico surinamese.

## Biografia
È stato primo ministro del Suriname dal 24 dicembre 1973 al 25 febbraio 1980.
Nel 1973, ha vinto le elezioni generali in Suriname per l'acquisizione di auto-governo. Capo della indipendenza del suo paese 25 novembre 1975. Nel 1977, è stato nominato primo ministro, carica che ha ricoperto fino al 1980, quando fu rovesciato da un colpo di Stato chiamato rivoluzione sergenti guidati da Dési Bouterse, il governo fu accusato di corruzione e destituito. Durante le elezioni generali del 1987, Arron è stato eletto vice presidente con Ramsewak Shankar come presidente. Arron, rovesciato nuovamente da Bouterse nel 1990, andò in esilio nei Paesi Bassi. Prima di morire nel 2000, ritornò in varie occasioni in Suriname. 

### Morte
Morì il 4 dicembre 2000 ad Alphen aan den Rijn,  nei Paesi Bassi.